# Teko
Els teko (també anomenats Emerilon, Emerion, Mereo, Melejo, Mereyo, Teco) són un dels sis pobles amerindis de la Guaiana Francesa. Parlen l'emerillon, una llengua tupí-guaraní. Com els seus germans wayampi, viuen a l'interior de la Guaiana, a l'est de l'Oyapock mitjà (a la comuna de Camopi), a l'oest del riu Maroni i el Tampock (viles d'Elahé, Kayodé, Taluwen i Twenké). En la seva llengua, teko vol dir nosaltres. El 2001 eren uns 400 individus.

## Costums
Són els més nòmades de les tribus de la zona, i es va mantenir dins els voltants del riu Maroni. Els seus poblats, que generalment es troba a una distància dels rius per a la protecció de les incursions, van ser traslladats amb freqüència a causa de l'esgotament del sòl, la guerra, i motius diversos com la mort d'un habitant. La guerra interna era comú i els membres de la tribu practicaven el canibalisme com un mitjà de venjança.

## Història
El primer contacte amb els europeus es va produir en el segle xviii, quan el seu nombre era molt semblant a l'actual. Foren atacats pels galibi, qui capturaren nens i dones i els van vendre com a esclaus a Surinam. Cap al segle xix les guerres internes i amb altres tribus els havien afeblit fins a tal punt que pràcticament eren esclaus dels wayampi. Això, juntament amb les epidèmies encomanades pels cercadors d'or reduïren el seu nombre, fent-los més susceptibles a l'aculturació. A finals dels anys seixanta, quan els prospectors abandonaren la zona, els teko eren apàtics, amb mal estat de salut i consumien grans quantitats de rom subministrats pels minaires a canvi de farina de mandioca.

## Política
Els caps tradicionals wayana i teko de les viles d'Élahé, Kayodé, Taluwen i Twenké votaren a favor de la classificació del sud de la Guaiana en Parc nacional amb condició que els seus territoris fossin inclosos a la zona Cor del Parc per tal de prohibir l'explotació de les mines d'or (29 de desembre de 2005). Això, provoca en gran manera contaminació del medi ambient amb el mercuri, i en teoria és il·legal, però es practica.